# Beril·lonita
La beril·lonita és un mineral de sodi i beril·li de la classe dels fosfats. Va ser descobert l'any 1888 per James Dwight Dana i anomenat beril·lonita degut al seu contingut de beril·li.

## Característiques
La beril·lonita és un fosfat de fórmula química NaBePO₄. Cristal·litza en el sistema monoclínic. Els cristalls tabulars o prismàtics varien d'incolors a blanc o groc pàl·lid, i són transparents amb una lluïssor vítria. La seva duresa a l'escala de Mohs es troba entre 5,5 i 6. La seva densitat relativa és 2,8. Els seus índexs de refracció són nα= 1.552, nβ= 1.558 i nγ= 1.561.
Segons la classificació de Nickel-Strunz, la beril·lonita pertany a «08.AA: Fosfats, etc. sense anions addicionals, sense H₂O, amb cations petits (alguns també amb grans)» juntament amb els següents minerals: alarsita, berlinita, rodolicoïta, hurlbutita, litiofosfat, nalipoïta i olimpita.

## Formació i jaciments
Es forma com a mineral secundari de beril·li en roques pegmatites granítiques i alcalines. Alguns dels jaciments que existeixen de beril·lonita són a Maine (Estats Units); Mont Saint-Hilaire, Quebec (Canadà); Viitaniemi (Finlàndia); Paprock (Afganistan); i Linópolis (Brasil). Se sol trobar associada a altres minerals com: triplita, apatita, cassiterita, elbaïta, lepidolita, o quars, entre d'altres.